# Поконін Володимир Олександрович
Володимир Олександрович Поконін (рос. Владимир Александрович Поконин нар. 31 грудня 1954, Ангарськ, Іркутська область, РРФСР — пом. лютий 2016, Сочі, Краснодарський край, Росія) — радянський та російський футболіст, нападник та півзахисник.

## Життєпис
Володимир Поконін народився 31 грудня 1954 року в місті Ангарськ, Іркутська область. Вихованець місцевої ДЮСШ, перші тренери — П. Антонов та Г. Пайков. Дорослу футбольну кар'єру розпочав у 1972 році в складі місцевого друголігового клубу «Старт». У Другій союзній лізі зіграв 49 матчів та відзначився 4-а голами. У 1974 році переїхав до обласного центру, у «Зірку», команда якої виступала також у Другій лізі. Закріпитися в Іркутську не зумів і, зігравши 1 поєдинок у чемпіонаті, того ж року перейшов до іншого друголігового клубу, новосибірського «Чкаловця». Кольори новосибірців захищав до 1976 року, у складі яких зіграв 38 матчів та відзначився 2-а голами.
У 1977 році перейшов до першолігового кемеровського «Кузбасу». Дебютував у складі кемеровців 13 квітня 1977 року в програному (1:3) домашньому поєдинку 1-о туру проти душанбинського «Паміра». Володимир вийшов на поле на 63-й хвилині, замінивши Євгена Січкарука, а на 83-й хвилині відзначився єдиним голом у футболці «Кузбасу». У футболці кемеровського колективу зіграв 9 матчів та відзначився 1 голом. У 1978 році повернувся до Ангарська, де до 1982 року захищав кольори місцевої друголігової Ангари. За цей час у чемпіонаті СРСР зіграв 113 матчів та відзначився 84-а голами.
По ходу сезону 1982 року перейшов до вищолігового одеського «Чорноморця». Дебютував у складі одеситів 14 липня 1982 року в переможному (3:1) домашньому поєдинку 15-о туру проти ташкентського «Пахтакору». Поконін вийшов у стартовому складі та відіграв увесь матч, а на 27-й та 89-й хвилині відзначився дебютними голами в футболці «моряків». Кольори «Чорноморця» захищав до 1985 року, за цей час у складі одеситів зіграв 53 матчі у вищій лізі (12 голів), ще 3 поєдинки провів у кубку СРСР.
У 1987 році повернувся до «Чкаловця», кольори якого захищав до 1990 року. Основним гравцем новосибірського клубу не був, але встиг зіграти в його складі 58 матчів у другій лізі, при цьому Володимир відзначився 11-а голами. Також у 1988—1990 роках виконував обов'єязки граючого тренера. У перші роки російської незалежності виступав за команди з другого дивізіону російського чемпіонату — «Алекс» (Ангарськ) та «Аган» (Радужний).
Наприкінці лютого 2016 року помер за невідомих обставин.